# Mario Arqués
Mario Arqués Blasco (ur. 19 stycznia 1992 w Alicante) – hiszpański piłkarz, grający na pozycji pomocnika.

## Kariera piłkarska
Wychowanek Villarreal CF. W 2011 rozpoczął karierę piłkarską w trzeciej drużynie Villarreal CF, skąd został wypożyczony do Orihuela CF. W 2012 przeszedł do Valencia CF, ale występował tylko w drugiej drużynie klubu. W sezonie 2014/15 bronił barw Elche CF, po czym przeniósł się do Sporting de Gijón. 9 sierpnia 2016 roku został piłkarzem CD Alcoyano. 5 lipca 2017 roku podpisał kontrakt z ukraińskim klubem Karpaty Lwów. 19 stycznia 2018 wrócił do CD Alcoyano.